# 谢尔盖圣三一修道院
谢尔盖圣三一修道院（俄语：Тро́ице-Се́ргиева Ла́вра），也称谢尔吉圣三一大修道院、圣三一谢尔盖大修道院，是俄罗斯东正教教会的精神中心，俄罗斯最重要的寺院之一，也是俄罗斯正教最大的男修道院。位于莫斯科北71公里的谢尔吉耶夫镇。1345年由修道士谢尔盖·拉多涅日斯基创建。后不断扩建。院内有许多在时代和风格上都不同的建筑物。现为莫斯科和全俄牧首公署所在地。1993年被列入世界遗产名录。